# Меняйло, Иван Григорьевич
Иван Григорьевич Меняйло (род. 16 февраля 1986) — российский воздухоплаватель, Чемпион мира по воздухоплавательному спорту в командном зачете в составе сборной команды РФ (2018), двукратный Чемпион России по воздухоплавательному спорту, двукратный обладатель Кубка России по воздухоплавательному спорту. Мастер спорта России. Рекордсмен России по дальности полета на тепловом аэростате, рекордсмен мира по продолжительности полета на тепловом аэростате. Победитель Международной Встречи воздухоплавателей в Великих Луках (2012г.). Президент Федерации воздухоплавательного спорта России с 2020 года.

## Биография
Меняйло впервые поднялся в небо на воздушном шаре на празднике в Тушино. Подъем организовал Юрий Таран. В марте 2004 Таран пригласил второкурсника МАИ работать в свой воздухоплавательный клуб «Аэровальс». В 2005 Иван получил свидетельство пилота теплового аэростата.
В качестве спортивного пилота Меняйло дважды выиграл Чемпионат и дважды Кубок России по воздухоплавательному спорту. Получил квалификационную категорию спортивного судьи "Спортивный судья всероссийской категории", возглавляет всероссийские соревнования в качестве главного судьи (спортивного директора).
В 2009 аэронавт стал пилотом-инструктором. Курсантом Меняйло является российский путешественник Фёдор Конюхов. В тандеме воздухоплаватели установили несколько российских и мировых рекордов.
В составе сборной России выиграл Чемпионат мира 2018 года в австрийском Гросзигхартсе в командном зачете. В личном зачете стал 10-м.
В 2020 избран президентом Федерации воздухоплавательного спорта России. В феврале 2024 переизбран на второй срок.